# Chocolat (banda)
Chocolat (em coreano:  쇼콜라), comumente estilizado como ChoColat, foi um girl group sul-coreano formado pela Paramount Music em 2011. O nome do grupo significa "Chocolate" em francês. O conceito por trás do nome do grupo é que cada membro faz lembrar um tipo diferente de chocolate. O nome do grupo era inicialmente chamado de "chocolate", no entanto, já havia um grupo com esse nome, por isso Paramount Music decidiu usar a palavra chocolat em francês no seu lugar. A última formação do grupo foi composta por cinco membros: quatro são meio coreanas e meio americanas: Juliane, Tia, Melanie e Lori. E a outra é apenas sul-coreana: Min SoA. A ex-membro Jaeyoon (apenas coreana), deixou o grupo em 11 de dezembro de 2011, e Lori se juntou ao grupo no final de 2013. Assim, ChoColat tornou-se novamente um grupo de 5 membros.

## História

### Pré-estreia e debut
Em Fevereiro de 2009, as 5 garotas da formação inicial assinaram os contratos com a Paramount. Desde então, elas tiveram aulas de música, dança e canto. Conforme a data do debut se aproximava, as meninas começaram a práticar incansavelmente, atingindo níveis de estresse e depressões altíssimos. Entretanto, a empresa só piorava a situação, o clima no Staff era extremamente negativo e as meninas sentiram na pele isso. O grupo gravou 7 músicas e uma delas seria escolhida para o debut, porém, a empresa fechou os olhos para a opinião das meninas. As ChoColat debutaram em 16 de Agosto de 2011 com o single "Syndrome". Essa faixa foi muito criticada pela Coréia do Sul por 3 motivos principais: 1) A Coréia sempre foi xenofóbica, e dessa vez não foi diferente com elas. 2) A música "Syndrome" ganhou muitos deslikes devido o MV ser estranho e os vocais muito agudos. 3) Durante o videoclipe, a Tia aparece por muito tempo na tela e no centro. Isso tudo gerou uma insatisfação muito grande do público coreano, e mais uma vez um debut foi fracassado.

### Comeback com I Like It
Em Dezembro de 2011, Chocolat fez sua primeira promoção após o debut com a música "I like it", mostrando um conceito mais sofisticado, mas sem deixar os traços do debut, mesmo assim, as promoções não obtiveram sucesso. Nessa mesma época, a Paramount Music Entertainment informou ao público que a integrante JaeYoon não participaria mais das promoções do grupo. No entanto, muitos sites de blogs diziam que ela havia saído por motivos de saúde, que na verdade são falsos. Devido a problemas com a empresa, a JaeYoon decidiu se desligar do grupo, e assim ChoColat seguiu promovendo com apenas 4 membros.

### One More Day/Same Thing To Her
No começo de 2012, a Paramount lançou teasers para o primeiro comeback com MV do ChoColat. O MV de One More Day foi lançado em Fevereiro, trazendo uma proposta mais madura e ocidental pro grupo (a versão em inglês é a demo da música que se chama Same Thing to Her). Mais uma vez, as meninas não obtiveram sucesso nas promoções e novamente foram criticadas. Dessa vez, a polêmica focou na idade das integrantes: One More Day é uma música com coreografia que utiliza cadeiras e movimentos sexys. A problema foi a idade das integrantes Melanie e Tia, que na época tinham apenas 15 anos. Depois disso, o grupo passou por um hiatus até 2013.

### Black Tinkerbell e a nova integrante
Após o longo hiatus desde a era de One More Day, ChoColat finalmente voltou lançando teaser pro MV de "Black Tinkerbell". O MV tinha um conceito escuro baseado na representatividade do cíumes. Em Junho de 2013, o MV foi postado e as promoções começaram. Mas, devido as tentativas fracassadas de fazer sucesso, a Coréia esqueceu do grupo e mais uma vez elas não obtiveram sucesso. No final do ano, surgiram rumores de que a Lori, garota que havia participado do MV de Black Tinkerbell, seria uma nova integrante do grupo, e que deveria ter debutado assim que a JaeYoon finalizou as promoções. Em resposta a um tweet de um fã, a Lori disse que seria sim a nova integrante do ChoColat. Porém, não há performances do grupo com ela, pois as últimas apresentações foram feitas antes de ser anunciado sua entrada.

### Hiatus e o disband
Após as promoções de "Black Tinkerbell", o grupo entrou em hiatus por tempo indeterminado. O motivo disso foram problemas que a Melanie e a Lori tiveram com a empresa. A Paramount Music era muito exigente com as meninas, e elas mesmas já imaginavam que um dia o grupo não iria mais progredir. No entanto, havia uma suposta cobrança de débito que era feita sob as garotas, e na época, a Paramount estava indo à falência, por isso, solicitou uma cobrança maior do que o comum, causando a indignação e rebilião da Melanie e da Lori. Assim, a empresa concordou em disbandar secretamente o grupo, e devido ao contrato assinado em 2009, as meninas nunca poderiam falar sobre problemas internos enquanto o contrato durasse. Passado 8 anos desde a celebração do contrato, em Fevereiro de 2017 a Tia anunciou em seu instagram que não faria mais parte do ChoColat por seu contraro haver expirado. Dois meses depois, a Melanie, indignada com tudo o que aconteceu no seu período de integrante, resolveu abrir o jogo com o entrevistador da página "Kpopalipse". Na entrevista, ela fala sobre como foram tratadas, sobre a visão delas na indústria musical e sobre sua saúde mental.
Obs: a questão do débito não é citada na entrevista da Melanie, porém você consegue ver essa notícia na internet e juntar as peças com o que foi dito por ela.

### Após o disband
Atualmente, as meninas vivem suas vidas normalmente. Como não obtiveram sucesso, muitas deixaram a indústria musical. A Tia começou uma carreira solo em 2018 com o MV de "No More". A JaeYeon atualmente é conhecida por seu nome "EuiJung" e faz parte de um grupo de apresentações musicais bem pequeno chamado P.P Crew. A Melanie se casou e está morando no Hawaii. A Juliane e a Melanie sempre estão juntas, mas não se sabe se ela também mora em Honolulu, Hawaii. A Soa abriu uma loja de roupas em Seul chamada DressCode. Por último, a Lori segue carreira de modelo também no Hawaii.

## Ex-integrantes
| Nome Artístico | Nome Artístico | Nome de Nascimento | Nome de Nascimento | Data de Nascimento               | Local de Nascimento | Posição no Grupo                                                          |
| Romanizado     | Hangul         | Romanizado         | Hangul             | Data de Nascimento               | Local de Nascimento | Posição no Grupo                                                          |
| -------------- | -------------- | ------------------ | ------------------ | -------------------------------- | ------------------- | ------------------------------------------------------------------------- |
| Min Soa        | 민소아         | Choi Minji         | 최민지             | 10 de junho de 1989 (35 anos)    | Seul                | Líder e Vocalista Líder.                                                  |
| Jaeyoon        | 제윤           | Lee Euijung        | 이의정             | 15 de maio de 1991 (33 anos)     | Seul                | Vocalista Principal.                                                      |
| Juliane        | 쥴리앤         | Juliane Alfieri    | 쥴리앤 알피에리    | 12 de dezembro de 1993 (31 anos) | Paju                | Vocalista Guia.                                                           |
| Lori           | 로리           | Lori Thomas        | 로리 토마스        | 14 de abril de 1996 (28 anos)    | Gwangju             | Vocalista de Apoio.                                                       |
| Tia            | 티아           | Tia Hwang Cuevas   | 티아 황 쿠에바스   | 15 de março de 1997 (28 anos)    | Busan               | Dançarina Principal, Rapper Principal, Vocalista de Apoio, Face e Visual. |
| Melanie        | 멜라니         | Melanie Aurora Lee | 멜라니 오로라 이   | 5 de maio de 1997 (27 anos)      | Goyang              | Vocalista Líder, Dançarina Líder e Maknae.                                |

## Discografia

### Extended plays
| Ano  | Título    | Detalhes do álbum | Melhores posições |
| Ano  | Título    | Detalhes do álbum | KOR               |
| ---- | --------- | --- | ----------------- |
| 2011 | I Like It | - Lançamento: 15 de dezembro de 2011 - Duração: 17:15 - Gravadora: Paramount Music Entertainment - Formatos: CD, download digital - Língua: coreano e inglês - Vendas: +3.000 | 33                |

### Singles digitais
| Ano  | Título                      | Detalhes do álbum | Melhores posições |
| Ano  | Título                      | Detalhes do álbum | KOR               |
| ---- | --------------------------- | --- | ----------------- |
| 2011 | ChoColat First Single Álbum | - Lançamento: 17 de agosto de 2011 - Duração: 3:31 - Gravadora: Paramount Music Entertainment - Formato: download digital - Língua: coreano | 68                |

### Álbuns single
| Ano  | Título                  | Detalhes do álbum | Melhores posições |
| Ano  | Título                  | Detalhes do álbum | KOR               |
| ---- | ----------------------- | --- | ----------------- |
| 2012 | The Second Single Álbum | - Lançamento: 9 de fevereiro de 2012 - Duração: 13:08 - Gravadora: Paramount Music Entertainment - Formatos: CD, download digital - Língua: coreano | 83                |

### Singles promocionais
| 2011                                                                                         | "Syndrome"     | 68 | Syndrome First Single Album |
| 2011                                                                                         | "I Like It"    | 81 | I Like It                   |
| 2012                                                                                         | "One More Day" | 83 | I Like It                   |
| "—" indica lançamentos que não figuraram nas paradas ou que não foram lançados nessa região. |                |    |                             |

### Videografia
| Ano  | Videoclipe         | Duração |
| ---- | ------------------ | ------- |
| 2011 | "Syndrome"         | 3:35    |
| 2012 | "One More Day"     | 3:40    |
| Ano  | Videoclipe         | Duração |
| 2013 | "Black Tinkerbell" | 3:28    |

## Filmografia
- 2011: "Mr 아이돌 (Idol)" (participação especial)

## Prêmios e indicações
| Ano  | Evento               | Prêmio          | Obra indicada | Resultado |
| ---- | -------------------- | --------------- | ------------- | --------- |
| 2011 | Seoul Success Awards | Prêmio Newcomer | Chocolat      | Venceu    |
| 2011 | MTV Best Of the Best | Hot Debut Star  | Chocolat      | Indicado  |